# Sarah Stein (Matisse)
Pour les articles homonymes, voir Sarah Stein.
Sarah Stein est un tableau réalisé par le peintre français Henri Matisse en 1916. De format vertical, cette huile sur toile est le portrait en buste de Sarah Stein, une collectionneuse américaine qui semble ici figurer les bras levés. Don d'Elise S. Haas en 1954, l'œuvre est conservée au musée d'Art moderne de San Francisco, à San Francisco, en Californie, aux États-Unis. Son pendant, Michael Stein, fait également partie des collections de l'établissement.

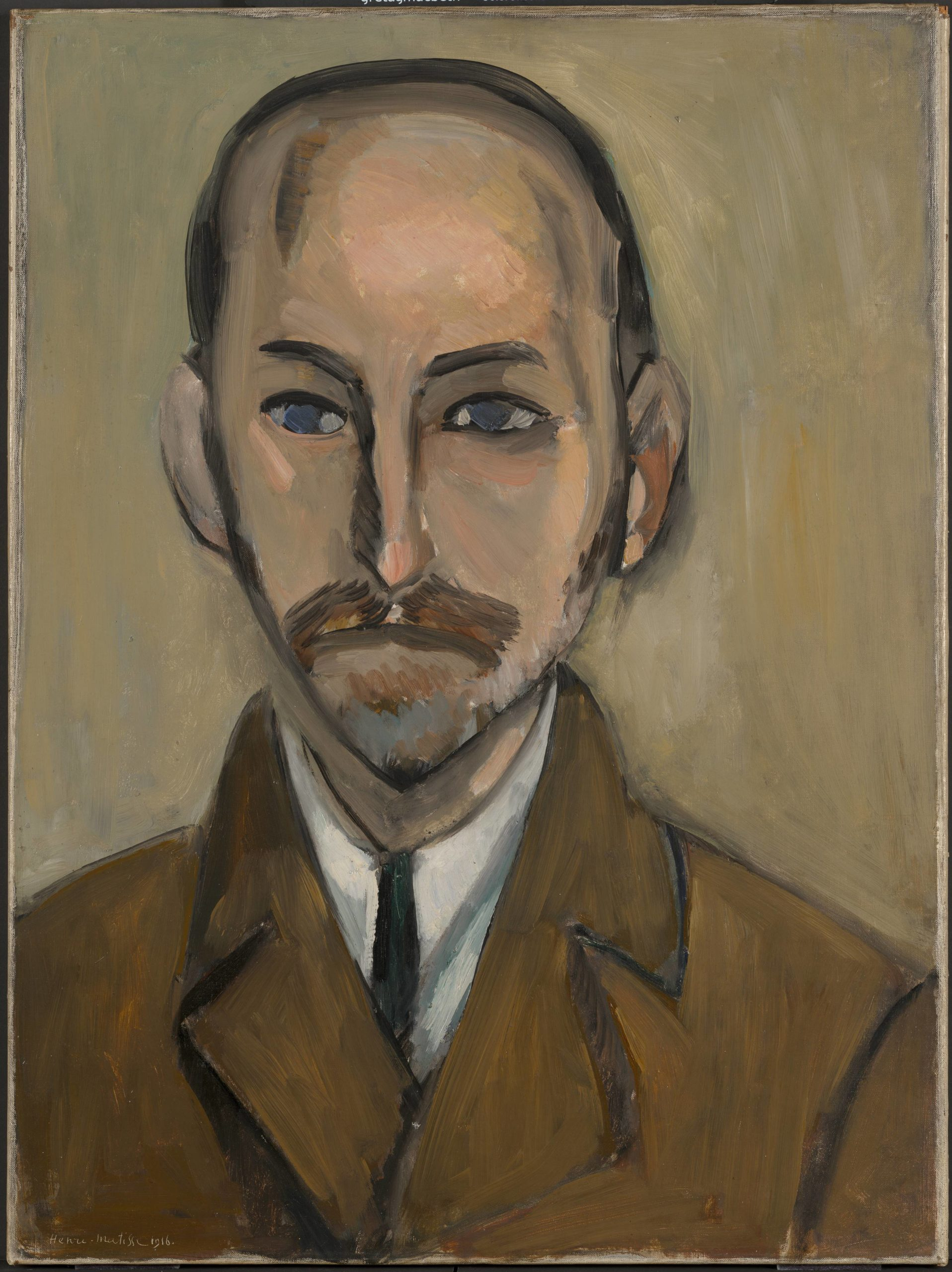
Michael Stein, 1916 – Musée d'Art moderne de San Francisco, San Francisco.